# Pedálhárfa
A pedálhárfa konstrukciós értelemben a hárfa legfejlettebb fajtája. Diatonikus hangolású húrjait pedálok segítségével lehet áthangolni, hogy a kromatikus hangok is elérhetőek legyenek rajta a játék megszakítása nélkül. Koncerthárfának is nevezik, mert a pedálok alkalmassá teszik arra, hogy koncertáló hangszerként használják.

## Hangszertan
A pedálhárfa kifejlesztéséhez a hárfa kromatikusságának problémája vezetett. A mai teljesen kromatikus pedálhárfákon hét pedál található. A bal oldaliak a DCH, a jobb oldaliak az EFGA hangokat változtatják meg. Egy pedálnak három állása van (lent, középen, fent). A három állás lehetővé teszi, hogy a zenész egyetlen húrral három hangot képezzen, pl. Cesz-t, C-t, Cisz-t. Mivel a húr hangja így kétszer is emelhető egy-egy félhanggal, a hangszert ezért dupla pedálhárfának (double action pedal harp) is nevezik. A legkorábbi, 18. sz-i pedálhárfák csak egyetlen félhangnyi emelést tettek lehetővé, ezeket egyszeres vagy egyszerű pedálhárfának (single action pedal harp) hívják.
A pedálokat fémlapokból, huzalokból, tengelyekből álló bonyolult mechanizmus köti össze a nyakon található hangolótárcsákkal. A tárcsákon két tüske (villa) található. Pedálozáskor a tárcsa elfordul, és egyik vagy másik tüske hozzáér a húrhoz. A húr ekkor hangolódik át. A legfontosabb elvárás a mechanizmussal szemben, hogy pontos, gyors és könnyű váltásokra adjon lehetőséget zajok és zörejek nélkül. A mechanizmus tervezése és gyártása ezért nagyfokú precizitást követel a gyártótól. A gyártás és karbantartás az aprólékos kézimunka miatt rendkívül költséges.
Amikor a hárfás pedálozik, akkor valamennyi oktáv hangja megváltozik, pl. a C pedál használatakor az összes C húr hangja. A pedálhárfáknál egyszerűbb kampós (népi) hárfákon egyszerre csak egy hangot képes a játékos áthangolni, azt, amelyiknek a kapcsolóját az egyik kezével éppen állítja. A pedálhárfák legnagyobb előnye a népi hárfákkal szemben az, hogy a játékos mindkét keze szabad a játék számára, mert a hangolás lábbal történik.
A koncerteken használt pedálhárfa 47 húros és a hangterjedelme hat és fél oktáv; ez az egyik legnagyobb a hangszerek között. A tanulóknak kisebb (42, 44, 46 húros) hárfákat is készítenek.
Napjaink számos mechanikai-szerkezeti újítása kapcsolatos a pedálmechanizmussal. Csökkenteni igyekeznek a szerkezet súlyát, és a kopásnak, valamint a környezeti hatásoknak jobban ellenálló modern anyagokat próbálnak ki. Ilyenek a szénszálas műanyagok.

## Története
Európában a középkor végétől igényként jelentkezett, hogy a zenésznek szabadabb váltást biztosítsanak a hangnemek között, azaz a diatonikus hangszert kromatikussá tegyék. Előbb további húrokat szereltek a hárfára (több soros, kereszthúros hárfák), később a hangszert hangoló kapcsolókkal látták el (kampós hárfák). E megoldások azonban csak részleges eredményre vezettek.
A pedálrendszert a bajorországi Donauwörthben Jacob Hochbucker (kb. 1673-1763) fejlesztette ki 1720 körül. Hochbucker fia, Simon az Ariettes című dátum nélküli gyűjteményes művének bevezetőjében azt állítja, hogy apja a pedálhárfát 1697-ben találta fel. Az első pedálos hárfákon 2-5 darab pedál volt (CDFGH). Arról nincs adat, hogy ki növelte a pedálok számát hétre, ahogy arról sem, hogy kinek az ötlete volt a mechanizmust az üreges oszlopban elrejteni. A 18. századi francia királyi udvarban már ezek a típusok terjedtek el. A pedálhárfa kifejlesztésében Louvet, Lang, Lepin, Salomon, Holtzmann, Renault, Chatelain, különösen pedig Nadermann, Cousineau és Érard hárfaépítő vett részt.
Jean Henri Nadermann (1734-1799) találmánya volt a nyolc-, illetve a kilencpedálos hárfa. Előbbi egy tompító-, utóbbi pedig egy hangzást javító pedált is tartalmazott: a pedálhoz egy palettarendszer kapcsolódott, amely a hangszer hátulján vágott lyukakon kiáramló hang minőségét javította. Találmányait ma már nem alkalmazzák. Georges Cousineau (1733–1800) és fia, Jacques Georges Cousineau (1760–1836) alkalmazott először a kampók helyett hangoló tüskéket (béquilles) és 1782-ben ők hangolták az első hárfát Cesz-dúrra, ami a mai koncerthárfák hangolásával egyező. A Magyar Nemzeti Múzeumban őrzött Aranyhárfát is ők készítették. A mai duplapedál-rendszert Sébastien Érard (1752-1831) találta fel Párizsban, szabadalmát 1810-ben jegyeztette be Londonban. Érard számos újítást vezetett be, például fémlapokkal erősítette meg a hárfa nyakát, ami által a szerkezet erősebb lett, és több húrt viselt el.
A korabeli hárfakészítők szorosan együttműködtek neves hárfásokkal, így Jean-Baptiste Krumpholz-cal és Madame de Genlis-szel. Utóbbi a Cousineau-hangszerekről megjegyezte, hogy mechanikájuk rendkívül gyenge, már 5-6 éves használat után is tönkremennek. A hangszerészek munkája nagy hatással volt a zeneszerzőkre is, pl. Liszt Ferencre vagy Elias Parish Alvars-ra.
Napjainkban az olasz Salvi, a chicagói Lyon & Healy, a francia Camac, a japán Aoyama és a szintén chicagói Venus cég készít nagy sorozatban pedálos hárfákat. Egyes kisebb műhelyekben is készítenek mesterhangszereket, ilyen pl. a svájci David vagy a német Horngacher manufaktúra. A szintén svájci Beat Wolf 18. századi (egyszeres mechanikájú) historikus hárfákat készít és korai pedálhárfák restaurálásával is foglalkozik.

## Lásd még
- Aoyama
- Camac
- Morley Harps
- Swanson Harp